# مونتي باريت
مونتي باريت (بالإنجليزية: Monte Barrett)‏ مواليد 26 مايو 1971 في كارولاينا الشمالية، الولايات المتحدة، هو ملاكم أمريكي يصنف ضمن فئة الوزن الثقيل.

## إحصائيات
خاض خلال مسيرته 48 نزالا، فاز في 35 وتعادل في 2 وخسر في 11. فاز بالضربة القاضية في 20 نزالا.

## روابط خارجية
- مونتي باريت على موقع بوكس ريك (الإنجليزية) (registration required)